# Castello degli Angeli
Il castello degli Angeli o di Santo Stefano degli Angeli è un castello che si trova nel territorio di Carobbio degli Angeli, nella provincia di Bergamo. Si erge sullo sperone collinare del paese, dominante la pianura da quasi un millennio.

## Storia
I documenti più antichi risalgono al 1039 e ne attestano l'esistenza prima come proprietà dei Grumelli e poi della famiglia ghibellina dei Lanzi.
Nato per essere luogo di rifugio in caso di invasione, questa struttura crollò in seguito a causa di eventi bellici.
Il castello fu il segno tangibile della volontà di potenza dei nuovi signori, che, gradualmente, occuparono le vie di comunicazione, i passi dei monti, i luoghi elevati, ponendo vincoli politico-territoriali su tutte le terre di loro proprietà, gettando le basi di una conflittualità sia partitica, sia familiare per i secoli futuri; fu l'espressione di un'aristocrazia rurale, desiderosa di difendere il proprio potere e di legarsi indissolubilmente alla terra occupata.
Dopo più di 400 anni, nel 1472, a seguito dell'espansione di Venezia sul territorio bergamasco, Riccardo Lanzi donò il castello e l'annessa chiesa di Santa Maria all'ordine dei carmelitani.
Il 2 maggio 1475, il papa Sisto IV approvò la fondazione del monastero di Santa Maria degli Angeli. A quel punto i monaci trasformarono il castello in un convento che rimase consacrato fino al 1770, anno della sua soppressione per mano del governo della Repubblica di Venezia. I frati carmelitani della congregazione di Mantova si ritirarono nel convento di Bergamo.
In seguito alla cessione da parte dei monaci, divenne la dimora di villeggiatura dei Sonzogni e subì nuovi riadattamenti: la sagrestia diventò una cappella privata e affrescata da Federico Ferrari e Bernardo Brignoli, mentre alcune decorazioni del salottino furono ad opera di Giovan Battista Salvatoni.
Successivamente il castello fu proprietà di diverse famiglie, fino al 1923, anno in cui, attraverso una parentela con i Vimercati Sozzi, la marchesa D'Arcais Valverde ne divenne proprietaria. In un secondo tempo il complesso fu della famiglia Zanchi, i quali commissionarono nuovi affreschi all'interno delle sale ad opera di Emilio Grassi.
Il recente restauro, a cura dell'attuale proprietario, ha recuperato e valorizzato le strutture medioevali, tutte in muratura di pietre squadrate, la cinta esterna, il portale archiacuto d'ingresso, il chiostro conventuale e i resti del mastio, la parte della fortificazione più antica.